# Hortipes licnophorus
Hortipes licnophorus là một loài nhện trong họ Corinnidae.
Loài này thuộc chi Hortipes. Hortipes licnophorus được miêu tả năm 2000 bởi Bosselaers & Rudy Jocqué.